# Lupșa de Jos
Lupșa de Jos – wieś w Rumunii, w okręgu Mehedinți, w gminie Broșteni. W 2011 roku liczyła 573 mieszkańców.